# دي بان
دي بان هي بلدية في بلجيكا، تتبع فلاندرز الغربية، وArrondissement of Veurne ‏، تبلغ مساحتها 23٫90 كيلومتر مربع، رمزها البريدي هو 8660.

## الموقع
تشترك في الحدود مع:
- Koksijde [الإنجليزية]‏
- Ghyvelde  [لغات أخرى]‏
- Bray-Dunes [الإنجليزية]‏
- Veurne [الإنجليزية]‏.